# ان‌جی‌سی ۶۱۲
ان‌جی‌سی ۶۱۲ (انگلیسی: NGC 612) یک کهکشان عدسی شکل در صورت فلکی سنگتراش است که تقریباً در فاصله ۳۸۸ میلیون سال نوری از زمین قرار دارد.